# Więcki (Budry)

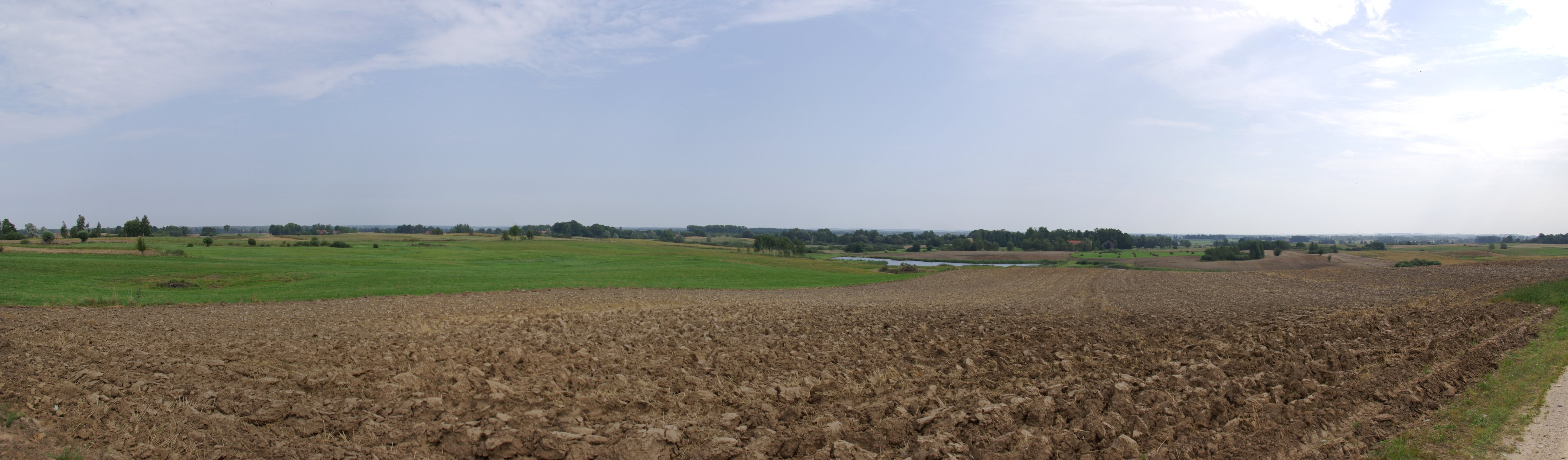
Landschaft bei Więcki (Wenzken)

Więcki (deutsch Wenzken) ist ein Ort in der polnischen Woiwodschaft Ermland-Masuren. Er gehört zur Landgemeinde Budry (Buddern) im Powiat Węgorzewski (Kreis Angerburg).

## Geographische Lage
Więcki liegt im Nordosten der Woiwodschaft Ermland-Masuren, acht Kilometer nordöstlich der Kreisstadt Węgorzewo (Angerburg).

## Geschichte
Im Jahre 1562 wurde der nach 1785 Wentzken, nach 1818 Wensken und bis 1945 Wenzken genannte Ort gegründet. Er bestand aus einem Dorf und einem großen Gut. Letzteres entstand 1616 unter Herzog Johann Sigismund durch Verleihung.
Am 6. Mai 1874 wurde Wenzken Amtsdorf und damit namensgebend für einen Amtsbezirk, der bis 1945 bestand und zum Kreis Angerburg im Regierungsbezirk Gumbinnen der preußischen Provinz Ostpreußen gehörte.
Im Gutsherrenhaus residierte vom 19. Jahrhundert bis in die 1930er Jahre Familie Contag. Das Gut samt Vorwerk umfasste bis zu 500 Hektar. Bei dem heute noch vorhandenen zweigeschossigen Herrenhaus handelt es sich um einen klassizistischen Bau mit ausgeprägten Architekturdetails aus dem 19. Jahrhundert.
Wenzken zählte im Jahre 1910 insgesamt 407 Einwohner, von denen 335 im Dorf und 72 im Gutsbezirk lebten. Am 30. September 1928 schlossen sich das Dorf und der Gutsbezirk zur neuen Landgemeinde Wenzken zusammen.
Die Einwohnerzahl belief sich 1933 auf 557 und betrug 1939 noch 509.
Im Jahre 1945 kam Wenzken in Kriegsfolge mit dem gesamten südlichen Ostpreußen zu Polen und erhielt die polnische Namensform „Więcki“. Es ist Sitz eines Schulzenamtes (polnisch Sołectwo) und gehört zur Landgemeinde Budry im Powiat Węgorzewski, vor 1998 der Woiwodschaft Suwałki, seither der Woiwodschaft Ermland-Masuren zugehörig.
Das Herrenhaus des Gutes Wenzken wurde in der Zeit nach 1945 grundlegend renoviert und dient heute als Schulgebäude, umgeben von dem alten,  artenreichen Landschaftspark.

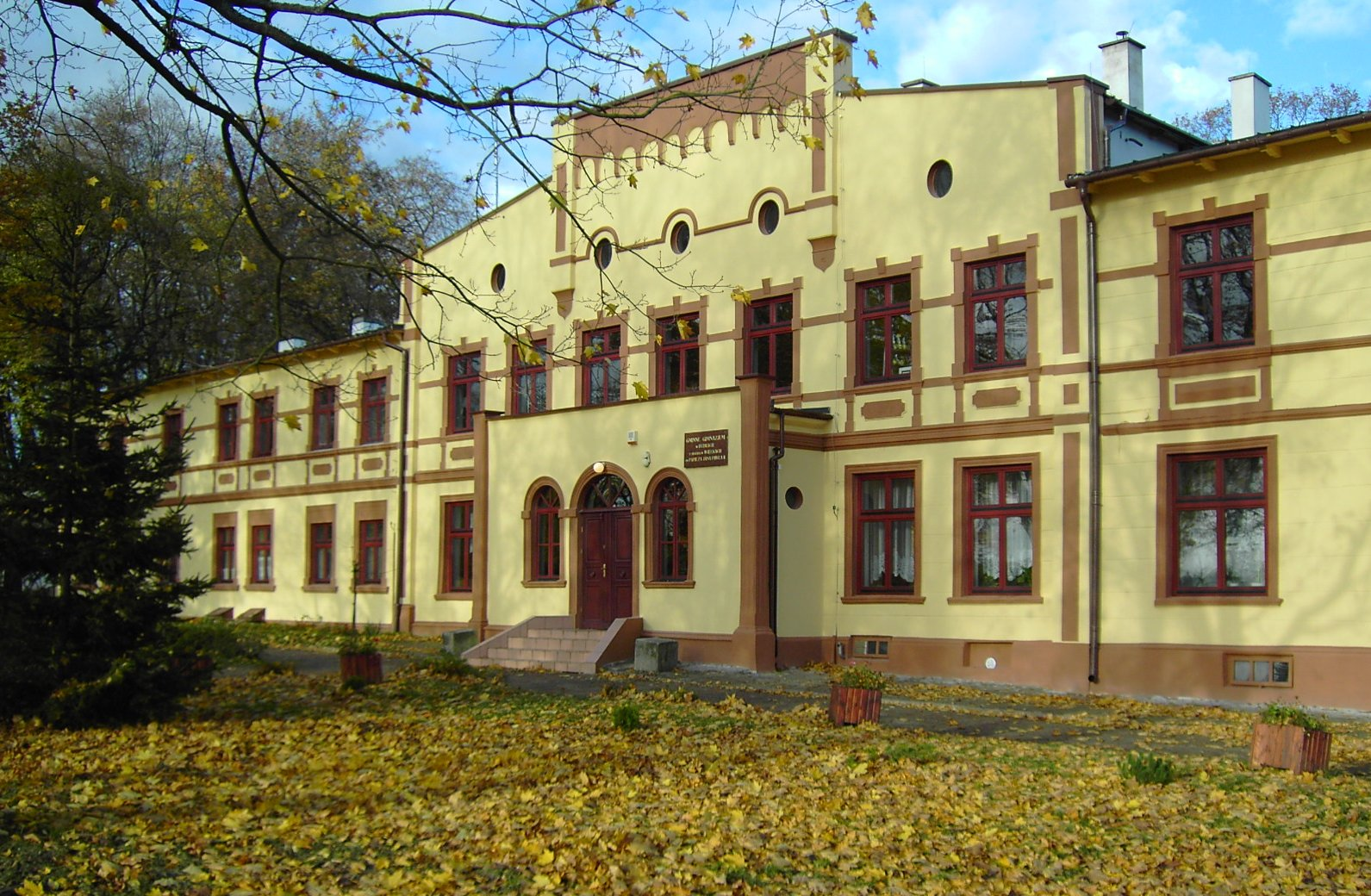
Das frühere Gutshaus von Wenzken und heutiges Schulhaus in Więcki

### Amtsbezirk Wenzken (1874–1945)
Der Amtsbezirk Wenzken bestand anfangs aus drei eingegliederten Dörfern, am Ende waren es noch zwei:
| Name           | Polnischer Name | Bemerkungen                                    |
| -------------- | --------------- | ---------------------------------------------- |
| Dowiaten       | Dowiaty         |                                                |
| Wenzken (Dorf) | Więcki          |                                                |
| Wenzken (Gut)  |                 | 1928 in die Landgemeinde Wenzken eingegliedert |

Am 1. Januar 1945 gehörten noch Dowiaten und Wenzken zum Amtsbezirk Wenzken.

### Sołectwo Więcki
In das Schulzenamt Więcki innerhalb der Landgemeinde Budry sind drei Ortschaften eingegliedert:
- Droglewo (Karlshof)
- Pietrele (Pietrellen, 1938 bis 1945 Treugenfließ)
- Więcki (Wenzken).

## Kirche
Bis 1945 war der überwiegende Teil der Einwohner Wenzkens evangelischer Konfession und in die Kirche Buddern in der Kirchenprovinz Ostpreußen der Kirche der Altpreußischen Union eingepfarrt. Die wenigen evangelischen Kirchenglieder heute sind der Kirchengemeinde in Węgorzewo (Angerburg) zugeordnet, einer Filialgemeinde der Pfarrei in Giżycko (Lötzen) in der Diözese Masuren der Evangelisch-Augsburgischen Kirche in Polen.
Waren die katholischen Kirchenglieder vor 1945, die zur Kirche Zum Guten Hirten Angerburg gehörten, in der Minderheit, so stellen sie heute die Mehrheit. Ihnen dient das einstmals evangelische Gotteshaus in Budry als Pfarrkirche, die in das Bistum Ełk (Lyck) der Römisch-katholischen Kirche in Polen einbezogen ist.

## Söhne und Töchter der Stadt
- Ursula Enseleit (* 25. Juli 1911 in Wenzken; † 8. August 1997 in Mainz), deutsche Bildhauerin und Lyrikerin

## Verkehr
Więcki liegt verkehrsgünstig an der polnischen Woiwodschaftsstraße 650, der einstigen deutschen Reichsstraße 136. Sie ist das Bindeglied zwischen den Kreisstädten Węgorzewo (Angerburg) und Gołdap (Goldap) und berührt über Węgorzewo hinausgehend noch den Powiat Kętrzyński (Kreis Rastenburg). Außerdem endet eine Nebenstraße, die von Budry über Dowiaty (Dowiaten) kommt, und eine Nebenstraße von Sobiechy (Sobiechen, 1938 bis 1945 Salpen) kommend, in Więcki. Eine Bahnanbindung besteht seit dem Zweiten Weltkrieg nicht mehr, seit die Bahnstrecke Angerburg–Goldap außer Betrieb gestellt und teilweise demontiert worden ist.